# Helena Górska
Helena Górska właśc. Felicja Podgórska (ur. 21 grudnia 1879 w Warszawie, zm. 4 maja 1955 w Krakowie), córka Stanisława Podgórskiego i Karoliny z Tomklów – polska aktorka teatralna i filmowa.

## Życiorys
Aktorstwa uczyła się pod kierunkiem Bolesława Leszczyńskiego. Na scenie debiutowała w 1898 roku w Sosnowcu pod pseudonimem Górska, którego używała do końca życia, dodając czasami nazwisko męża. Następnie przeniosła się do Krakowa, gdzie występowała do 1906 roku. Na sezon 1906/1907 przeniosła się do Poznania, by wkrótce powrócić do Krakowa, w którym to mieście grała do 1921 roku (sporadycznie wyjeżdżając w okresie letnim). W kolejnych latach występowała w Warszawie (Teatr Polski 1921-1925) oraz we Lwowie (Teatr Bagatela 1921, Teatr Miejski 1925-1927). W sezonie 1927/1928 była członkinią zespołu objazdowego Stefana Jaracza, a następnie wycofała się z życia artystycznego, sporadycznie grając w teatrze (m.in. w 1936 roku w warszawskim Teatrze Wielkim) oraz występując w filmach. Na scenę powróciła po II wojnie światowej, występując w latach 1945-1954 na scenach krakowskich Teatrów: im. Juliusza Słowackiego oraz Starego.
Dwukrotnie wychodziła z mąż: za Bolesław Zawierskiego (ślub w 1903 roku, owdowiała w 1907) oraz za Stanisława Brylińskiego (rozwód w 1947 roku). Została pochowana na cmentarzu Rakowickim w Krakowie (kw. XIVB, rz. płd.)

## Filmografia
- Dramat Wieży Mariackiej (1913) - Ada
- Pan Tadeusz (1928) - Podkomorzyna
- Niebezpieczny raj (1931) - pani Schomberg